# Liste der denkmalgeschützten Objekte in Doren
Die Liste der denkmalgeschützten Objekte in Doren enthält die denkmalgeschützten, unbeweglichen Objekte der Gemeinde Doren im Bregenzerwald.

## Denkmäler
| Foto |                 | Denkmal                                                              | Standort                            | Beschreibung | Metadaten |
| ---- | --------------- | -------------------------------------------------------------------- | ----------------------------------- | --- | --- |
| ja   | Datei hochladen | Drahtseilsteg HERIS-ID: 24268 Objekt-ID: 20646                       | Bozenau Standort KG: Doren          | Der Drahtseilsteg in der Bozenau diente als Fußgängerbrücke für Fahrgäste aus Alberschwende und Fischbach. Die Brücke verbindet die Gemeinden Doren und Alberschwende.                                          | BDA-Hist.: Q37883638 Status: § 2a Stand der BDA-Liste: 2025-06-30 Name: Ehem. Eisenbahnbrücke, heute Fußgängerbrücke (Drahtseilsteg) GstNr.: 1654/1 Hängebrücke in der Bozenau (Doren, Vbg) |
| ja   | Datei hochladen | Kruzifix/Kreuz HERIS-ID: 4508 Objekt-ID: 353                         | Kirchdorf 1, bei Standort KG: Doren | | BDA-Hist.: Q37969908 Status: § 2a Stand der BDA-Liste: 2025-06-30 Name: Kruzifix/Kreuz GstNr.: 55                                                                                           |
| ja   | Datei hochladen | Kath. Pfarrkirche hl. Johannes Nepomuk HERIS-ID: 4509 Objekt-ID: 354 | Standort KG: Doren                  | Zwischen 1823 und 1825 erbaute und dem hl. Johannes Nepomuk geweihte Pfarrkirche. Das Gebiet der heutigen Pfarre wurde 1823 von der Pfarre Sulzberg abgelöst und im Jahr 1853 zur selbständigen Pfarre erhoben. | BDA-Hist.: Q18197500 Status: § 2a Stand der BDA-Liste: 2025-06-30 Name: Kath. Pfarrkirche hl. Johannes Nepomuk GstNr.: .9 Pfarrkirche Hl. Johannes Nepomuk (Doren)                          |